# Empire Records (film)
Empire Records – amerykański komediodramat z 1995 roku w reżyserii Allana Moyle'a. Wyprodukowana przez Warner Bros.

## Opis fabuły
Nastoletni Lucas (Rory Cochrane) pracuje w klimatycznym sklepie muzycznym Empire Records. Popularny wokalista Rex Manning (Maxwell Caulfield) promuje tam swój najnowszy teledysk. Dwie zatrudnione w sklepie przyjaciółki Corey (Liv Tyler) i Gina (Renée Zellweger) zaczynają rywalizować o jego względy.

## Obsada
- Anthony LaPaglia jako Joe Reaves
- Liv Tyler jako Corey Mason
- Renée Zellweger jako Gina
- Rory Cochrane jako Lucas
- Johnny Whitworth jako A.J.
- Robin Tunney jako Debra
- Ethan Embry jako Mark (jako Ethan Randall)
- Coyote Shivers jako Berko
- James 'Kimo' Wills jako Eddie
- Brendan Sexton III jako Warren (jako Brendan Sexton)
- Maxwell Caulfield jako Rex Manning
- Debi Mazar jako Jane
- Ben Bode jako Mitchell Beck